# 第8號交響曲 (佛漢·威廉士)
d小調第8號交響曲，是英國作曲家佛漢·威廉士的交響作品，創作於1953至55年。是他所有交響曲中篇幅和編制上最小的一首。同時，亦是作曲家首次使用編號來具別交響曲作品。一直以來，佛漢·威廉士都不喜歡以編號來標示交響曲，反而愛以標題或直接用調性來命名，但是由於本曲的調性和他先前的《D大調第5號交響曲》相近，為免引起混淆，最後他勉為其難地接受為作品冠上編號。

## 創作背景
根據一些現存的草稿及紀錄，樂曲的創作可以追溯至1953年。1955年，指揮家約翰·巴比羅利邀請佛漢·威廉士能為紀念卓頓咸音樂節十周年而譜寫新的音樂，不過佛漢·威廉士並沒有答應，而最終當年的卓頓咸音樂節亦沒有上演他的新作品，但在及後的一次回信中，佛漢·威廉士卻指出他有意以一首新的交響曲送給巴比羅利，同年夏天，佛漢·威廉士把樂譜交給巴比羅利參考，而巴比羅利亦於10月在一場慶祝佛漢·威廉士83歲生日的音樂會－神劇《雅各》後宣佈將安排翌年五月首演這些交響曲。
1956年初，佛漢·威廉士和妻子一同觀賞了普契尼的遺作《杜蘭朵公主》，佛漢·威廉士被其中的定音鑼聲所吸引，散場後，他走到樂隊池和樂手們交談了很久，第二天，佛漢·威廉士就把交響曲的終樂章曲作了修改，加入了定音鑼，並在樂譜上寫上：「定音鑼不是必須，但強烈建議應該加入。」
樂曲最後在該年三月尾定稿，隨即交由哈萊樂團進行綵排，首演日期定於5月2日於曼徹斯特的自由貿易會堂舉行，由由巴比羅利指揮。5月14日再於倫敦皇家節日大廳公演。獲得了不少好評。10月9日，費城管絃樂團在尤金·奧曼迪的領導下，在紐約進行了美國的首演，同樣也是獲得空前成功，更被「紐約音樂評論圈」（New York Music Critics' Circle）評為當年度最佳新交響曲演出。
由於佛漢·威廉士把樂曲題獻給巴比羅利，在樂譜首頁上寫上了：「呈送給偉大的約翰－由雷夫由衷心裏的欽佩」（For glorious John with love and admiration from Ralph.），並附上首演時所有樂手的親筆簽名。

## 樂隊編制
《第8號交響曲》的編制被喻為回復「舒伯特式」風格，木管樂只採用雙管制，並且摒棄了大部份的變種樂器以及在前幾首交響曲都有採用過的薩克管。另一方面，基於他在聆聽過《杜蘭朵》之後把最後一個樂章作了修改，敲樂樂器因而大幅被增強。
- 木管樂器：2長笛（第2長笛兼任短笛）、2雙簧管、2單簧管、3巴松管（第3巴松管只用於第2樂章，可選擇使用與否）
- 銅管樂器：2圓號、2小號、3長號
- 敲擊樂器（共6名）：定音鼓、大鼓、小鼓、鈸、三角鐵、3定音鑼（作曲家在樂譜上標明要選用如《杜蘭朵》所用的音高）、管鐘、鐘琴、木琴、顫音琴
- 鍵盤樂器：鋼片琴
- 絃樂器：第1小提琴、第2小提琴、中提琴、大提琴、低音提琴、2豎琴（第2豎琴可選擇使用與否）

## 樂曲結構
共分為四個樂章，第一樂章差不多佔去全曲的三分一時間，第3樂章亦較長，而第2及第4樂章則相對較為短小。官方標示的演奏時間為28分鐘。
- 第1樂章：《幻想曲：沒有主題的變奏曲》（Fantasia: Variazioni senza Tema），D小調，6/8及4/4為主，約10-12分鐘。

共分為7段，第1段以一組四個音，由兩個四度音程的跳進所組成的動機所開始，及後的幾個主題動機亦可看為由這四個音動機所衍變出來的變形。
- 第2樂章：《諧謔曲》（Scherzo），進行曲般的快板（Allegro alla marcia），C小調，2/4及6/8為主，約4分鐘。只由管樂器演奏。

屬不完整的三段體。銅管的八分和絃伴奏帶出巴松管A段第一主題，由長笛和短笛反覆演奏後，小號吹出第二主題，並以高音木管作和聲旋律伴奏，及後引入了一段類似小賦格的對位樂段，並帶入中段。中段以中低音區域為主，不久便返回A段開首的八分和絃伴奏，但隨即重現小賦格樂段的旋律，在到達全曲最高潮後，以高音木管的快速琵音結束。
- 第3樂章：《抒情曲》（Cavatina），富感情的緩板（Lento espressivo），E小調，4/4及3/4為主，約8-9分鐘。只由絃樂器演奏。
- 第4樂章：《觸技曲》（Toccata），高貴而莊嚴的中速（Moderato maestoso），D大調/D小調，3/4，約5-6分鐘。